# Handenberg
Handenberg là một đô thị của nước Áo. Đô thị này có diện tích 27,66 km², dân số thời điểm ngày 31 tháng 12 năm 2005 là 1366 người. Đô thị này thuộc huyện Braunau am Inn bang Oberösterreich.